# Långmyrtjärnen (Arvidsjaurs socken, Lappland)
Långmyrtjärnen är en sjö i Arvidsjaurs kommun i Lappland och ingår i Åbyälvens huvudavrinningsområde.